# 伊都国歴史博物館
伊都国歴史博物館（いとこくれきしはくぶつかん）は、福岡県糸島市にある博物館。

## 概要
1987年（昭和62年）7月、「伊都歴史資料館」として開館（旧館建物）。2004年（平成16年）10月29日、前原市立の博物館として開館（新館建物）。2010年に市町合併によって前原市が廃止され糸島市が新設されてからは糸島市立の博物館となった。
初代館長としては平原遺跡発掘の功績を称えて原田大六が予定されたが、開館準備中に死去したため、その業績を称える目的のもとに銅像が制作された。この銅像は今も、旧館の正面の脇に佇んでいる。
建物は旧館と新館とからなり、新館1階に企画展示室・常設展示室1、エスカレーターを上ると3階になり、常設展示室2がある。3階から連絡通路で旧館に渡ると旧館の2階に出、旧館常設展示室1・2がある。旧館1階にも若干の展示がある。新館4階には展望スペース、図書コーナーと研修室があり、展望スペースからは周囲の山々と糸島平野を見渡すことができる。
新館3階に上るエスカレーターは狭く薄暗く作られており、効果音とともに「現代と伊都国をつなぐタイムトンネル」となっている。3階の常設展示室には国宝に指定された平原遺跡（ひらばるいせき）出土の銅鏡、勾玉その他の出土品や遺跡の発掘時の復元模型などが展示されている。平原遺跡出土の直径46.5センチメートル、重さ8キログラムの大型内行花文鏡は日本一大きな銅鏡である。糸島市に8件ある国指定の史跡の発掘品、市内からの出土品のほか、近世以降の日常的な生活用具の収蔵・展示も行われている。
ボランティアのガイドによる案内がある。

## 文化財
所在地、収蔵先は変更の可能性あり。

### 国宝
- 福岡県平原方形周溝墓出土品（考古資料）
  - 銅鏡 40面分
  - 玉類 一括
  - 鉄素環頭大刀 1口
  - 附：土器残欠、ガラス小玉、鉄鏃等 一括

所有者:国（文化庁）

1990年6月29日重要文化財指定、2006年6月9日国宝指定
伊都国の王墓とされる弥生時代後期の方形周溝墓（平原遺跡1号墓）からの出土品。国宝指定時の指定名称（官報告示に記載された名称）は上記のとおり。銅鏡、玉類、鉄素環頭大刀（てつ そかんとう たち）は主体部からの出土品であり、附（つけたり）指定の土器残欠、ガラス小玉、鉄鏃（てつぞく）等一括は周溝や土坑から出土した。「銅鏡40面分」は、鏡背文様から方格規矩鏡（ほうかくきくきょう）32面分、内行花文鏡（ないこうかもんきょう）7面分、四螭鏡（しちきょう）1面に分類される。内行花文鏡7面分のうち5面分は径46.5センチメートルの大型鏡である。銅鏡の員数は、1990年の重要文化財指定時には「39面分」とされていたが、内行花文鏡のうちの1面（12号鏡）が2面分の破片を含んで復原されていたことがその後の調査で判明し、国宝指定時には銅鏡の員数が「40面分」とされている。

### 糸島市指定有形文化財
- 上鑵子 (じょうかんす) 遺跡出土木器 一括（考古資料）[13]

1999年 (平成11年) 04月26日指定
- 浦志遺跡A地点出土小銅鐸 1個（考古資料）[13]

2000年 (平成12年) 03月25日指定
- 末永高木遺跡出土刻字土器 1個（考古資料）[13]

2000年 (平成12年) 05月29日指定
- 西堂古賀崎古墳出土遺物 一括（考古資料）[13]

2000年 (平成12年) 06月26日指定
- 藤瀬家文書 1件（古文書）[13]

2002年 (平成14年) 06月26日指定
- 上町向原遺跡出土素環頭大刀 1点（考古資料）[13][14]

2005年 (平成17年) 04月26日指定
- 領地境絵図 一括（古文書）[13]

2005年 (平成17年) 04月26日指定
- 井原塚廻遺跡祭祀出土土器 10点（考古資料）[13]

2005年 (平成17年) 04月26日指定
- 三雲・井原遺跡鑓溝 (やりみぞ) 地区出土遺物 一括（考古資料）[15]

2007年 (平成19年) 12月28日指定
- 末永出土鬼瓦 1枚（考古資料）[16][13][17]

2008年 (平成20年) 03月19日指定
- 多久遺跡D地点1号火葬墓出土品 1件（考古資料）[13]

2009年 (平成21年) 03月31日指定
- 石見型木製品 1件（考古資料）[13]

2009年 (平成21年) 12月28日指定

## 利用情報
- 入館料[18]

一般210円、高校生100円、小中学生・65歳以上・身体障害者手帳持参者と付き添い1名無料（特別展開催中は料金変更の場合あり）
- 開館時間[18]

9時00分-17時00分（入館は16時30分まで）
- 休館日[18]

毎週月曜日（祝日の場合は開館、直後の平日を休館）・12月29日 - 1月3日

## 交通アクセス
- JR筑肥線波多江駅 徒歩3分の波多江駅西バス停（波多江駅バス停とは別）からコミュニティバス瑞梅寺 (ずいばいじ) 線井原山入口行き25分[19]、伊都国歴史博物館前下車3分（バスは1日数本）
- JR筑肥線周船寺駅からコミュニティバス川原線雷山の森行き8分[20]、高祖（たかす）下車10分（バスは1日数本）
- JR筑肥線筑前前原駅（北口）からコミュニティバス井原山線井原山入口行き35分[19]、伊都国歴史博物館前下車、徒歩約5分（バスは1日数本）
- JRの最寄駅下車、タクシー（料金のめやすは波多江駅より1,300円・周船寺駅より1,600円）[21]
- 西九州自動車道今宿ICから国道202号バイパス飯氏交差点から南へ・又は波多江交差点から南へそれぞれ8分前後。
- 駐車場あり

## 主な出版物
公式サイトも参照。

### 常設展
- 『糸島市立伊都国歴史博物館　常設展示図録』（増補改訂版）、2011年3月31日。 2004年発行の初版を改訂。(ダイジェスト版PDF)

### 企画展図録
- 『伊都国の国際交流』平成15年度、伊都歴史資料館〈秋季企画展図録〉、2003年10月。
- 『海を越えたメッセージ : 楽浪交流展 : 開館記念特別展』1号〈伊都国歴史博物館図録〉、2004年。
- 伊都国歴史博物館、前原市、前原市教育委員会『大鏡が映した世界 : 平原遺跡出土品国宝指定記念特別展』3号〈伊都国歴史博物館図録〉、2006年。
- 『脊振山 (せふりさん) の南と北で : 吉野ヶ里遺跡をとりまく国々と伊都国』平成21年度〈伊都国歴史博物館秋季特別展〉、2009年。
- 『昭和を駆けた考古学者 : 原田大六 : 伊都国にロマンを求めた男』平成22年度〈伊都国歴史博物館秋季特別展〉、2010年。
- 『玄界灘続倭人伝　末盧・伊都・奴の古墳文化』平成24年度〈伊都国歴史博物館秋季特別展〉、2012年10月6日。
- 伊都国歴史博物館『狗奴国浪漫 : 熊本・阿蘇の弥生文化』平成26年度 伊都国歴史博物館開館10周年〈記念特別展〉、2014年。
- 『王の鏡 : 平原王墓とその時代 : 平原遺跡出土品国宝指定10周年記念事業』平成28年度〈伊都国歴史博物館秋季特別展〉、2016年。
- 『国境の山岳信仰 : 脊振山系の聖地・霊場を巡る : 伊都国歴史博物館・九州歴史資料館共同開催特別展』2016年。

### 研究書
- 『伊都国歴史博物館年報』2006年。
  - 『糸島市立伊都国歴史博物館年報』2010年。　後継誌
- 『伊都国歴史博物館紀要』2006年。
  - 『糸島市立伊都国歴史博物館紀要』2010年。　後継誌
- 伊都国歴史博物館『国宝福岡県平原方形周溝墓出土品図録』2007年。 (ダイジェスト版PDF)
- 伊都国歴史博物館『糸島平家物語 : 糸島における武士の出現と平家落人伝説』1号〈糸島の歴史解説図録〉、2012年。
- 伊都国歴史博物館、糸島市立志摩歴史資料館『志摩の歴史と文化財 : 志摩歴史資料館見学の手引き』2号〈糸島の歴史解説図録〉、2013年。

## 参考資料
- 新修志摩町史編集委員会『新修志摩町史』志摩町、2009年。 NCID BA90121629。
- 「第6章：糸島の考古学研究と公開施設のあゆみ」『常設展示図録』糸島市立伊都歴史博物館、2011年3月31日。2019年4月24日閲覧。
- 「糸島市立伊都国歴史博物館 (博物館リーフレット・表面）」、伊都国歴史博物館、2017年3月29日、 オリジナルの2019年4月26日時点におけるアーカイブ、2019年4月24日閲覧。
- 「館内ご案内（博物館リーフレット・裏面）」、伊都国歴史博物館、2017年3月29日、 オリジナルの2019年4月26日時点におけるアーカイブ、2019年4月24日閲覧。